# Фио Маравилья
Жуан Батиста де Салес (порт.-браз. João Batista de Sales; 19 января 1945, Консельейру-Пена), более известен под именем Фио Маравилья (порт. Fio Maravilha) — бразильский футболист, нападающий. Брат другого известного футболиста, Жермано. В 1972 году музыкант Жоржи Бен Жор написал про Фио одну из своих самых известных песен, в той же игре он получил своё прозвище «Маравилья» Фио когда забил 3-й гол в ворота «Бенфики», сделав счёт 3:2 в пользу его клуба, «Фламенго».

## Карьера
Фио Маравилья начал свою карьеру в возрасте 15-ти лет в клубе «Фламенго». 21 апреля 1965 года он дебютировал в составе команды в матче с «Бангу». 1 сентября 1965 года он забил первый гол за клуб, поразив ворота «Флуминенсе». После этого он выступал 7 лет за клуб, проведя 288 матчей и забив 79 голов, кроме нескольких месяцев в 1972 году, когда он играл за «Аваи». Выступая за «Фламенго», Фио даже не заключил с клубом контракт: он получал деньги лишь за выигранные клубом матчи. Часто Фио покидал клуб и возвращался на пески пляжа Копакабана, откуда он начал свои футбольные выступления.
Затем он играл за «Пайсанду» (Белен), СЭУБ, «Деспортива Капишаба» и «Сан-Кристован». В 1981 году он уехал в США, где выступал за клубы «Нью-Йорк Иглз», «Монте-Бело Пантерз» и «Сан-Франциско Меркури», в каждом из которых сыграл не более года.
Завершив карьеру игрока, он работал развозчиком пиццы в Сан-Франциско, а затем футбольный тренером молодёжных команд.

## Песня
В 1972 году бразильский музыкант Жоржи Бен Жор посетил товарищеский матч между «Фламенго» и «Бенфикой», проходившей на Маракане. Фио был оставлен главным тренером команды, Марио Загалло, в запасе, но после того, как фанаты команды стали скандировать его имя, вышел на поле. На 78-й минуте игры он забил гол, названный «голом ангела». После судебных разбирательств о авторских правах между игроком и музыкантом, название композиции было изменено на «Фильо Маравилья». В 2007 году Фио дал разрешение на использовании его имени в названии песни.
В 1973 году песня была переведена на французский язык Борисом Бергманом и исполнена певицей Николеттой. При этом из текста песни был полностью «убран» футбол, а слова были направлены на фавелы, самбу и музыку.

## Достижения
- Чемпион штата Рио-де-Жанейро: 1965, 1972
- Обладатель Кубка Гуанабара: 1970, 1972, 1973